# Académie militaire de Saint-Cyr Coëtquidan

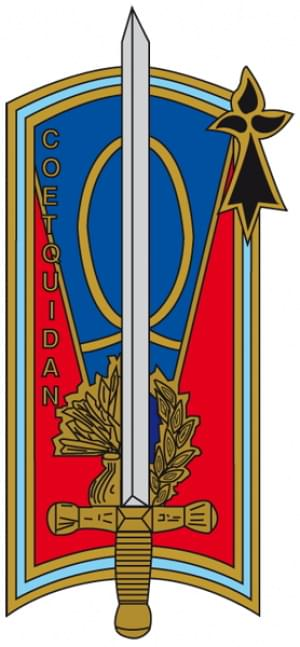
Insigne de l'AMSCC.

L'Académie militaire de Saint-Cyr Coëtquidan (AMSCC), selon la dénomination officielle, est une formation administrative de l'Armée de terre française qui constitue un ensemble d'écoles militaires situées à Coëtquidan, sur le camp militaire homonyme sur les communes de Guer et de Saint-Malo-de-Beignon dans le nord-est du Morbihan, destinées à former les différents officiers de l'Armée de terre.
La transformation des Écoles en Académie militaire de Saint-Cyr Coëtquidan est née d’un projet de rénovation de la formation initiale des officiers. Son objectif, tel qu'annoncé sur sa plaquette, est de « donner à l’armée de Terre les chefs dont elle a besoin demain pour faire face aux chocs les plus durs, dans un monde imprévisible et en mutation rapide. »
L’Académie regroupe trois écoles complémentaires aux identités et aux traditions propres. Elles illustrent la diversité de recrutement des officiers de l'armée de Terre :
- l'École spéciale militaire de Saint-Cyr (en abrégé, l'« ESM » ou tout simplement « Saint-Cyr ») ; elle forme les officiers de carrière en trois années qui passent successivement dans les 3e, 2e et 1er bataillons de l’École spéciale militaire (ESM3, ESM2, ESM1).
- l'École militaire interarmes (en abrégé l'« EMIA ») offre un cursus en deux ans (EMIA2 et EMIA1) accessible par concours aux militaires du rang et aux sous-officiers déjà en service actif au sein des armées.
- l'École militaire des aspirants de Coëtquidan (en abrégé l'« EMAC »), anciennement 4e bataillon de l'École spéciale militaire de Saint-Cyr (ESM4). Elle forme les officiers sous contrat (filières encadrement, pilote et spécialiste), les officiers de réserve, les officiers polytechniciens, les officiers logisticiens des essences et autres stages courts, dans des formations de quelques semaines à 8 mois.

Le site a abrité l'École militaire du corps technique et administratif de 1977 à 2010.